# The Christmas Song (Justin Bieber)
The Christmas Song è un singolo del cantante canadese Justin Bieber in collaborazione con il rapper statunitense Usher pubblicato il 29 dicembre 2011 nell'album natalizio Under the Mistletoe. Il brano è una cover dell'incisione di Mel Tormé. Il brano è stato pubblicato come singolo, ma non è stato accompagnato da un video.

## Tracce
1. The Christmas Song - 4:00

1. ↑  (DA) The Christmas Song, su IFPI Danmark. URL consultato il 29 dicembre 2023.
2. ↑  (EN) Justin Bieber - The Christmas Song – Gold & Platinum, su Recording Industry Association of America. URL consultato il 12 gennaio 2024.